# Bicken (Adelsgeschlecht)

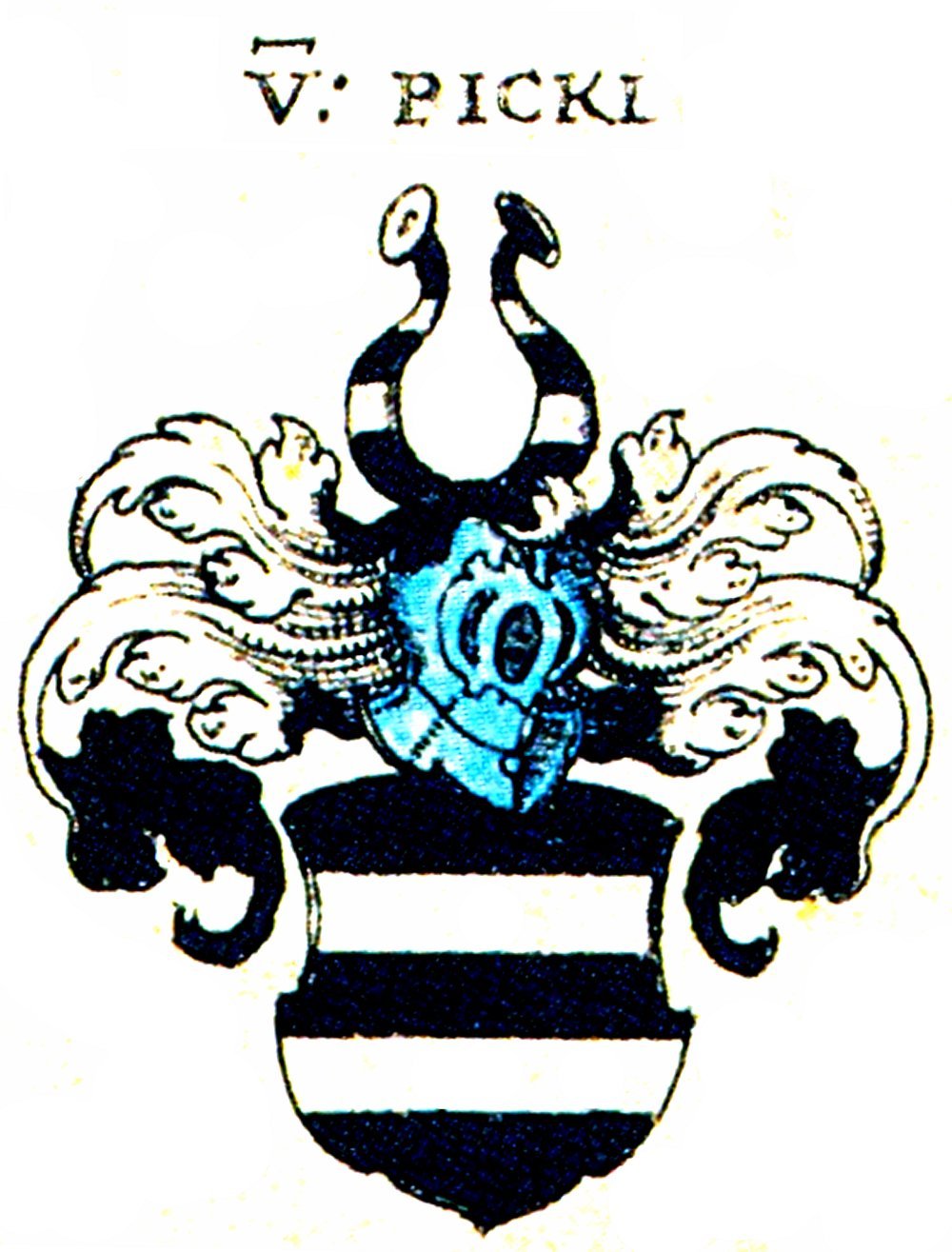
Stammwappen Bicken nach Siebmachers Wappenbuch von 1605

Die Herren von Bicken, benannt nach der Burg Bicken im heutigen Ortsteil Bicken von Mittenaar im Lahn-Dill-Kreis in Mittelhessen, waren ein von Anselmus de Bikine im 12. Jahrhundert begründetes, ab 1355 auf Burg Hainchen,
am Ortsrand des Stadtteils Hainchen der Stadt Netphen im Siegerland (Nordrhein-Westfalen) ansässiges Adelsgeschlecht, das mit Friedrich Wilhelm von Bicken 1732 im Mannesstamme erlosch.

## Geschichte
In einer Urkunde des Erzbischofs Engelbert I. von Köln aus dem Jahre 1218 wird zu einem Rechtsgeschäft Anselmus de Bikine als „freier Adeliger“ erwähnt. Sein Geburtsjahr wird um 1185 angenommen. Sein Sohn Friedrich wird 1218 und 1232 als Besitzer der Burg Bicken genannt. In der Dernbacher Fehde um die Vorherrschaft in der Herborner Mark unterlagen die Herren von Bicken und die Herren von Dernbach den Grafen von Nassau und verloren ihre Besitztümer. Die Burg Bicken war spätestens 1352 zerstört.
Friedrich von Bicken, Pfarrer in Kesterburg und von 1305 bis 1340 Propst des St. Mauritz Stifts in Münster, erwarb 1328 die Hälfte der Burg Wolkersdorf und begründete die „Wolkersdorfer Linie“ des Geschlechts, die aber schon 1398 mit seinem Neffen Friedrich von Bicken erlosch. Propst Friedrichs Neffe, der Ritter Friedrich von Bicken († 1398) ist 1361 als Burgmann des Grafen Otto II. von Waldeck bekundet; er war verheiratet mit Grete von Padberg (1370–1403). 
Godebert von Bicken begründete 1319 die „Westerwälder Linie“, die mit Friedrich von Bicken zu Lützelau 1555 erlosch.
Konrad von Bicken erhielt 1355 die Burg Hainchen als nassauisches Lehnsgut (Burglehn) und wurde dort Burgmann. Philipp von Bicken, gen. der Alte, erwarb 1443 die gesamte Besitzung (Burg und Tal "zum Hain"). Die umgebaute und erweiterte Burg wurde Wohnsitz derer von Bicken. Auf Burg Hainchen wurde Johann Adam von Bicken (* 27. Mai 1564, † 11. Januar 1604 in Aschaffenburg), geboren, der von 1601 bis 1604 Erzbischof und Kurfürst von Mainz und damit Erzkanzler des Heiligen Römischen Reiches war. Die Brüder Johann und Eberhart von Bicken ließen sich in der Pfarrkirche St. Cäcilia im Nachbarort Irmgarteichen ein prächtiges Grabmal errichten. Mit Friedrich Wilhelm von Bicken starb 1732 das Adelsgeschlecht Bicken im Mannesstamm aus.

## Stammliste

### Die ersten Generationen
1. Anselm von Bicken, * um 1185 gen. ⚭ Jutta (Guta) von Isenburg, Tochter von Heinrich I. von Isenburg
  1. Friedrich von Bicken, Ritter * um 1210, ⚭ Sophia
    1. Adolf von Bicken * um 1235
      1. Friedrich von Bicken, Edelherr * um 1255, gen. 1289 und 1302
      2. Konrad von Bicken, Ritter gen.1260 und 1292 † 1319 – Nachkommen
      3. Philipp von Bicken, Ritter gen. 1292 und 1302 † 1319 – Nachkommen
      4. Gerhard von Bicken, Knappe, Wäppling gen. 1292 und 1302 † 1336

## Wappen
Das Stammwappen der Herren von Bicken zeigt in Schwarz zwei silberne Balken. Die Helmzier sind zwei wie der Schild schwarz-weiß gestreifte Büffelhörner. Die Helmdecken sind schwarz-silbern.
Das Wappen der Hainichen Linie zeigt in Gold mit einem von Rot und Silber in zwei Reihen geschachten Schrägrechtsbalken.
Das freiherrliche Wappen ab 1664 zeigt in Feld 1 und 4 zwei silberne Balken auf schwarzem Grund (Stammwappen), in Feld 2 und 3 von Rot und Silber viermal geteilt, die roten Streifen mit sieben (3:2:2) goldenen oder silbernen Lilien belegt (Hain).
Das Wappen Gottfried von Bickens (1347) zeigt in Gold drei schrägrechts aneinandergereihte rote Rauten. Helmzier diverse, Pfau, Eselskopf. Helmdecken rot-golden.

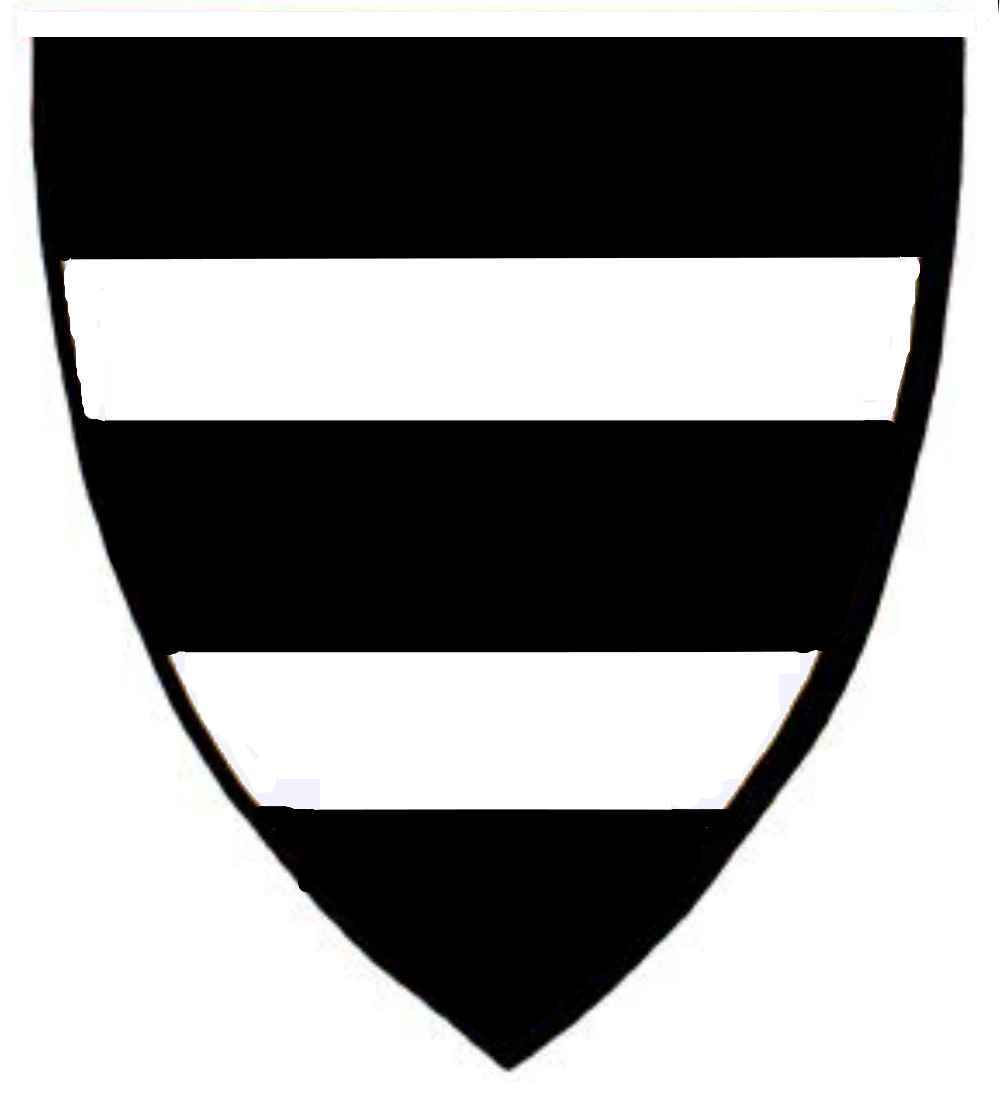
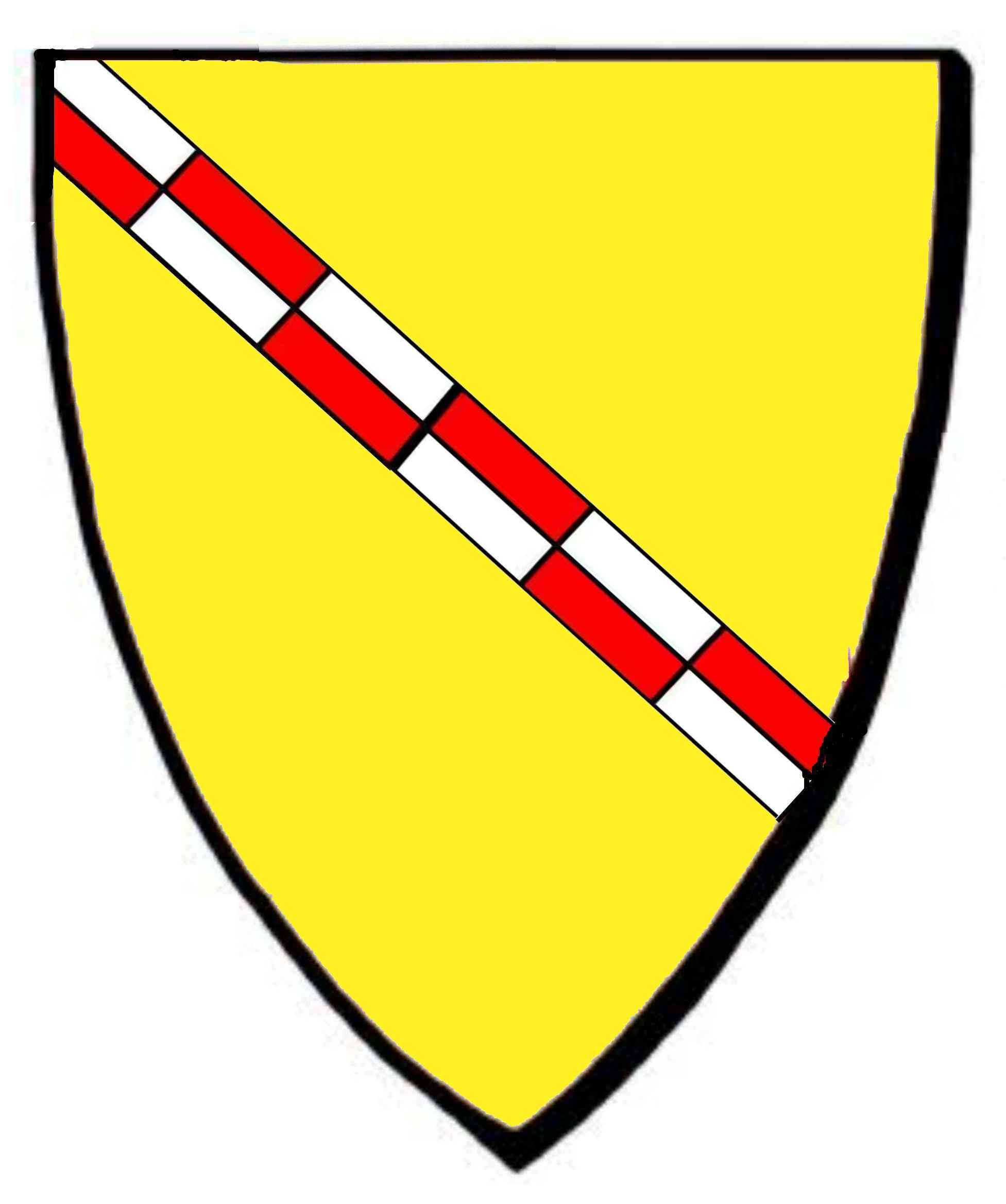
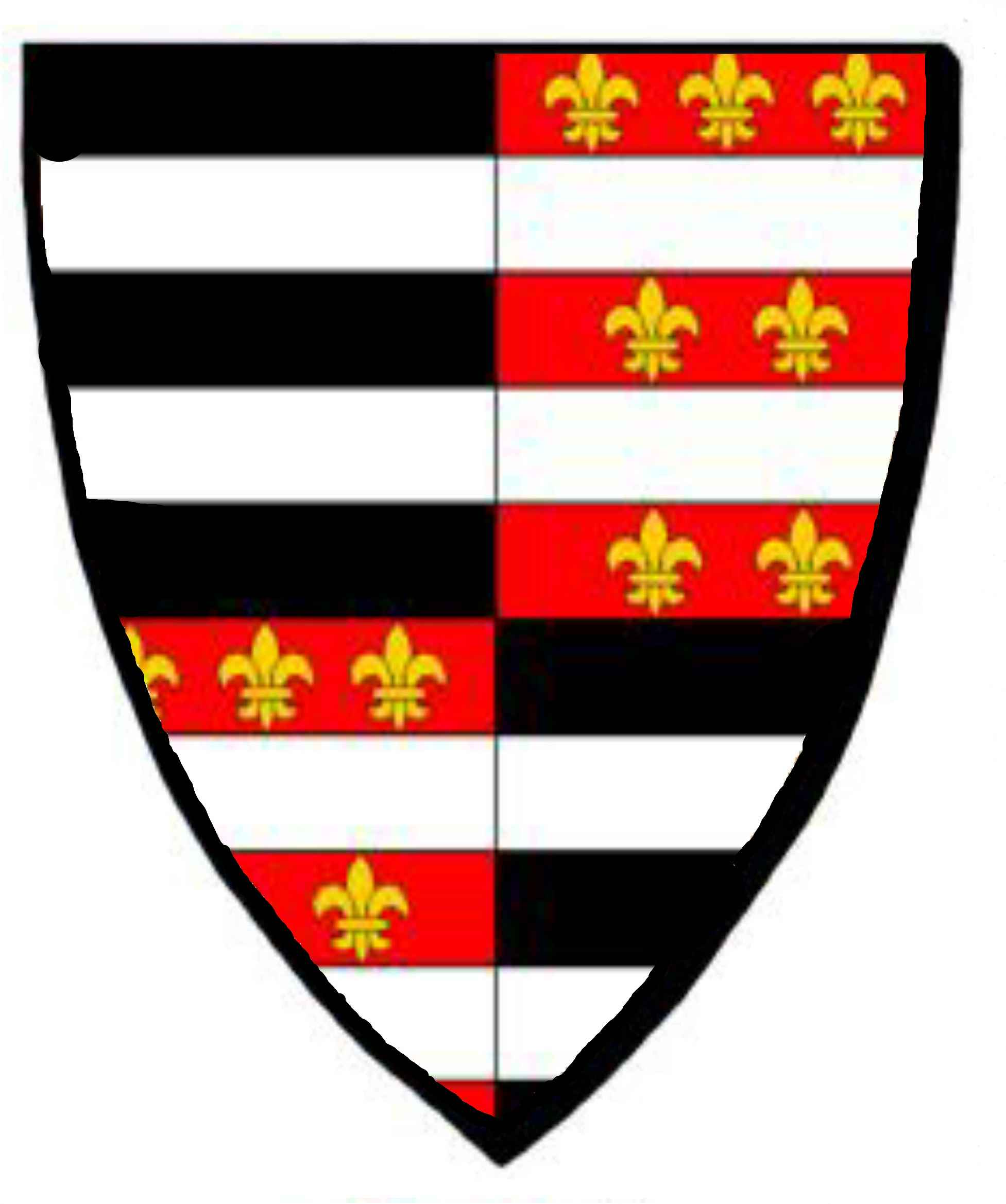
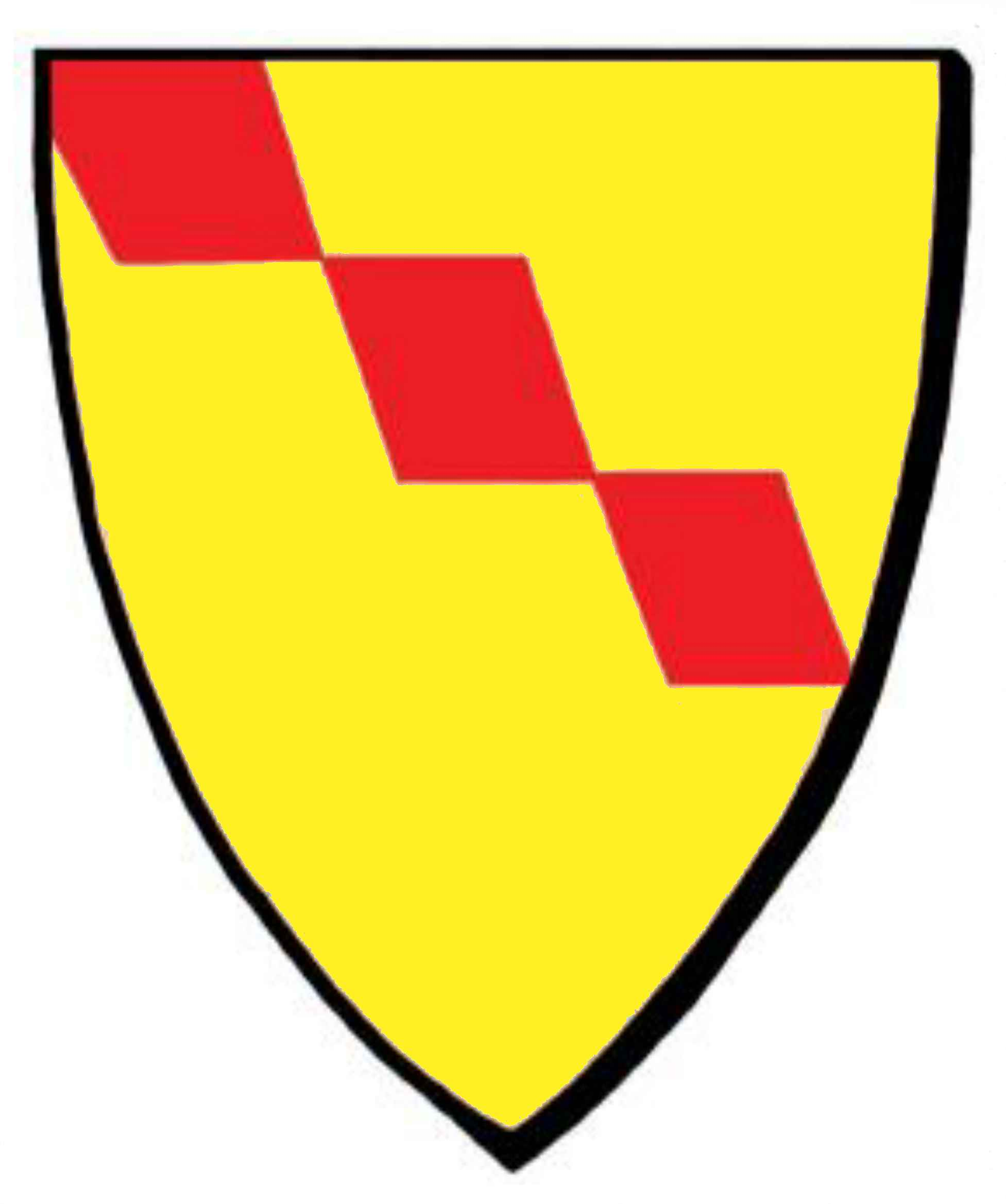